# カスカスキア (イリノイ州)

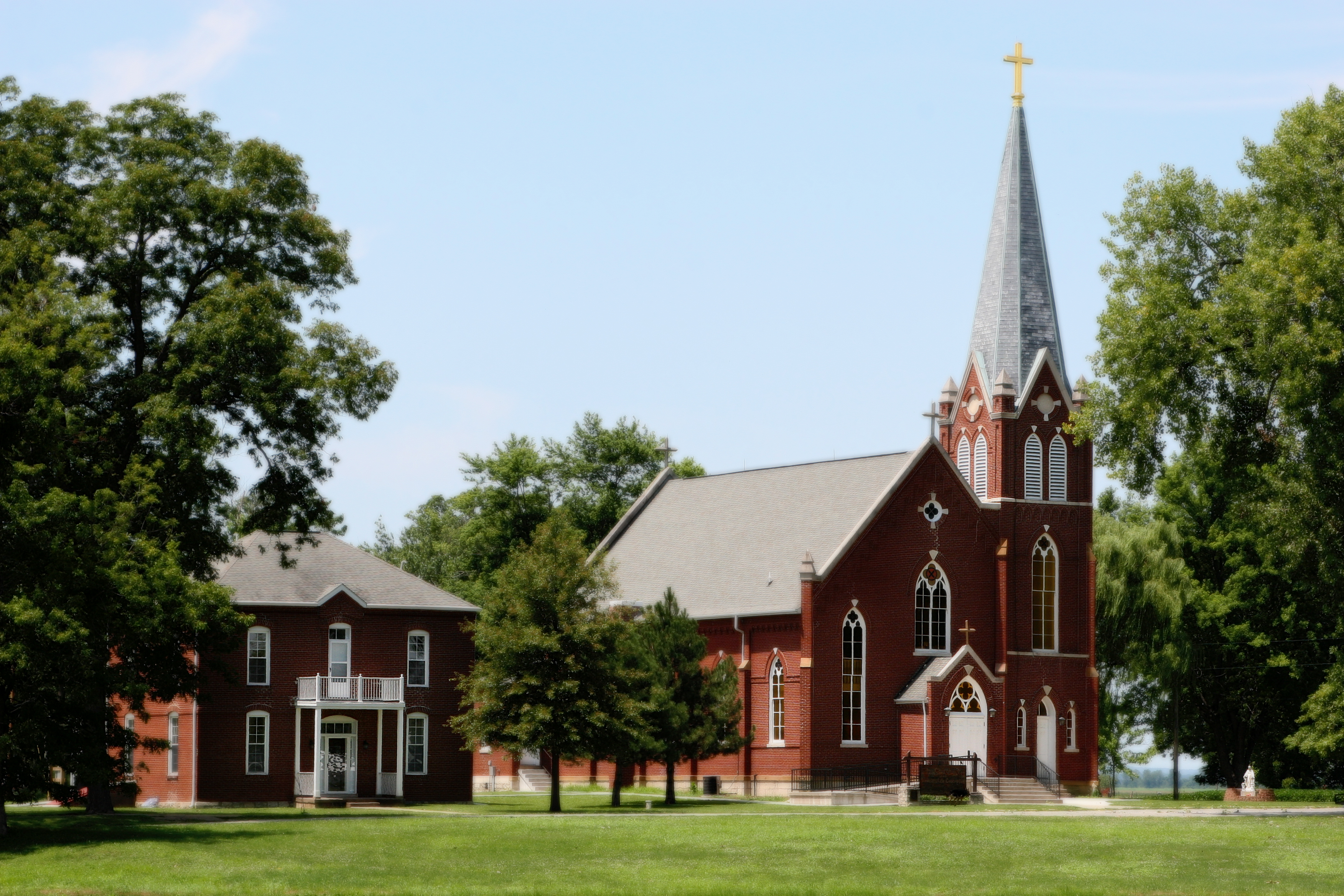
村内にあるカトリック教会

カスカスキア (Kaskaskia) は、アメリカ合衆国イリノイ州のランドルフ郡に位置する村。2000年国勢調査で、この村の人口は9人だった。2010年国勢調査では14人となったが、アメリカ国内で2番目に人口の少ない自治体となった。
この村は、1820年にヴァンダリアに遷都されるまで、イリノイ州の最初の州都であった。

## 歴史
カスカスキアの歴史は、1703年にフランス系移民により開拓されて始まった。この当時は、ミシシッピ川は同地域の西側を流れており、後のイリノイ州本土となる地域とは地続きになっていた。また当時は同地域の政治・経済・文化的な中心地となっており、イリノイ州が正式なアメリカ合衆国の州として成立した1818年、この町に最初の州政府が置かれることとなった（後に前述の通りヴァンダリアに遷都され、1839年より、州都は現在のスプリングフィールドになっている）。
その後、1881年にミシシッピ川が氾濫し、カスカスキアは壊滅的な被害を受けた（この洪水は単なる自然災害ではなく、「カスカスキアに住んでいた毛皮商人の男が、自分の娘と駆け落ちしたネイティブ・アメリカンの男性を捕まえて殺害したための『呪い』によるものである」 (Curse of Kaskaskia) とする言い伝えも存在する）。また、この洪水の際、それまで西側を流れていた川が町の中心部をほぼ完全に飲み込む形で東側へと移動し、同地域はイリノイ州でありながら川の西岸側に位置することとなり、隣接するミズーリ州と何度も州の境界線、カスカスキアの帰属を巡って争うこととなった。1901年の洪水では旧州議会議事堂も水没し、町はさらに衰退した。

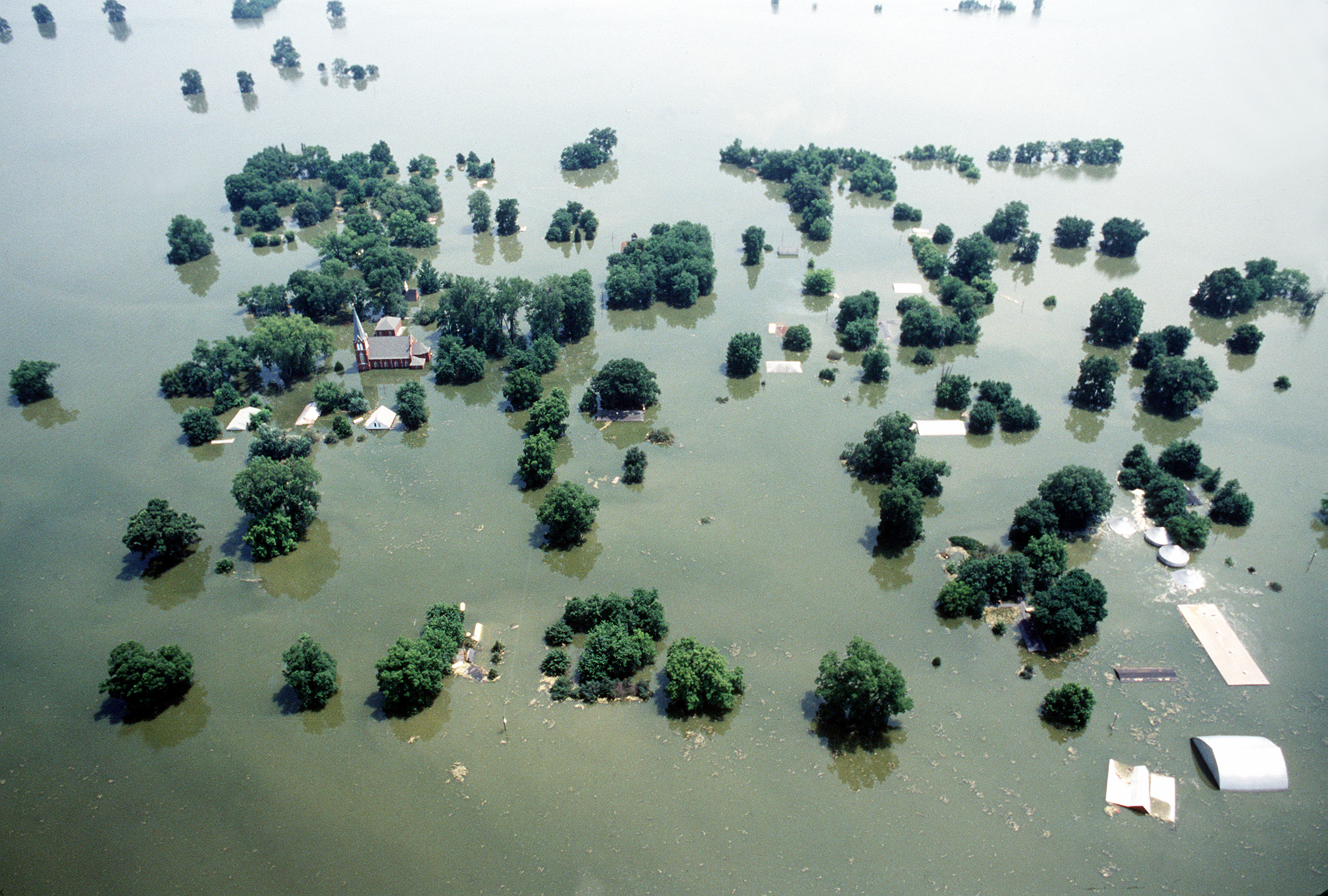
1993年の洪水による被害の様子

1970年、連邦最高裁判所はミシシッピ川の中州となっていた同地域のほとんどをイリノイ州のものとし、現在の境界線が成立。長年続いていた境界線の論争は終止符を打った。当時の同地域全体の人口は70人、カスカスキアの人口は32人であった。尚、その後もこの地域は度々大洪水に襲われ、1993年のアメリカ中西部大洪水後には、ほとんどの住人がこの地を去ってしまった。
現在、旧カスカスキアの中心部はミシシッピ川に水没し、当時の栄華を偲ばせるものはほとんど残っていないが、「西の自由の鐘」と呼ばれる鐘を収めている、カスカスキア・ベル聖堂 (Kaskaskia Bell Shrine) が村内に建っている。

## 地理
カスカスキア村は、北緯37度55分17秒 西経89度54分59秒 / 北緯37.92139度 西経89.91639度 (37.921395, -89.916467) 、イリノイ州に属しながらもミシシッピ川の西岸側に位置しており、東側を除く陸地の三方をミズーリ州に囲まれている。そのため、もしイリノイ州の本土へ行こうとすると、一旦ミズーリ州に出てからミシシッピ川に架かる橋を渡り、対岸のチェスター（ランドルフ郡の郡庁所在地）へ入らなければならない。
アメリカ合衆国統計局によると、カスカスキア村は総面積0.2809km² (0.1085mi²) である。そのうちの全てが陸地であり、水域は存在しない。しかしながら、この村はランドルフ郡の「カスカスキア区域」と呼ばれる区域を構成しており、同年のアメリカ合衆国統計局の資料では、同区域の総面積は62.255km² (24.037mi²) であり、総人口は36人である。

## 人口動静
以下は2000年国勢調査における人口統計データを参照している。
| 基礎データ - 人口: 9人（女性7人：男性2人） - 世帯数: 4世帯 - 家族数: 3家族 - 人口密度: 31.6人/km²（83.0人/mi²） - 住居数: 5軒 - 住居密度: 17.6軒/km²（46.1軒/mi²） 人種別人口構成 - 白人: 77.78%（5人） - 太平洋諸島系: 11.11%（1人） - アジア人: 11.11%（1人） - ヒスパニック・ラテン系: 22.22%（2人） | 世帯と家族 - 18歳未満の子供がいる: 0世帯 - 結婚・同居している夫婦: 2世帯 - 未婚・離婚・死別女性が世帯主: 1世帯 - 非家族世帯: 1世帯 - 単身世帯: 1世帯 - 65歳以上の老人1人暮らし: 1世帯 - 平均構成人数 - 世帯: 2.25人 - 家族: 2.67人 年齢別人口構成 - 18歳未満: 22.2% - 18-24歳: 11.1% - 25-44歳: 11.1% - 45-64歳: 22.2% - 65歳以上: 33.3% - 年齢の中央値: 48歳 - 性比（女性100人あたり男性の人口）: 28.6 |

## 翻訳元
- en:Kaskaskia, Illinois 03:54, 24 March 2007.